# Igor Wladimirowitsch Borissow
Igor Wladimirowitsch Borissow (russisch Игорь Владимирович Борисов; * 1979) ist ein ehemaliger russischer Bogenbiathlet.
Igor Borissow gewann bei den Weltmeisterschaften 2003 in Krün mit Silber hinter Andrei Markow und vor Daniele Conte im Verfolgungsrennen seine erste internationale Medaille. Ein Jahr später konnte er in Pokljuka zwar keine Einzelmedaille gewinnen – im Sprintrennen wurde er gar disqualifiziert –, gehörte aber mit Iwan Maslennikow, Igor Samoilow und Markow zur siegreichen russischen Staffel und gewann damit seinen ersten Weltmeistertitel. Die folgende Saison stand ganz im Zeichen eines alles überragenden Igor Borissow. Er gewann nicht nur die Gesamtwertung des Weltcups, sondern auch die Wertungen im Sprint, der Verfolgung und dem Massenstart. Auch bei den Weltmeisterschaften in Forni Avoltri gewann der Russe mit Sprintrennen, dem Verfolger und dem Massenstartrennen alle möglichen Einzelrennen. In der siegreichen Staffel kam Borissow nicht zum Einsatz.